# Équipes de la Coupe du monde de football des moins de 20 ans 2005
Liste des effectifs de la Coupe du monde des moins de 20 ans 2005 disputé aux Pays-Bas.

## Allemagne
Entraîneur: Michael Skibbe 
| #  | Nom                  | Poste | Date de naissance | Club                     |
| -- | -------------------- | ----- | ----------------- | ------------------------ |
| 1  | René Adler           | G     | 15.01.1985        | Bayer 04 Leverkusen      |
| 2  | Christoph Janker     | D     | 14.02.1985        | TSV Munich 1860          |
| 3  | Marvin Compper       | D     | 14.06.1985        | Borussia Mönchengladbach |
| 4  | Marvin Matip         | D     | 25.09.1985        | 1.FC Cologne             |
| 5  | Marcel Schuon        | D     | 28.04.1985        | VfB Stuttgart            |
| 6  | Andreas Ottl         | M     | 01.03.1985        | FC Bayern Munich         |
| 7  | Michael Delura       | A     | 01.07.1985        | FC Schalke 04            |
| 8  | Christian Gentner    | M     | 14.08.1985        | VfB Stuttgart            |
| 9  | Nicky Adler          | A     | 23.05.1985        | TSV Munich 1860          |
| 10 | Sahr Sensie          | M     | 20.06.1985        | Grasshopper-Club Zürich  |
| 11 | Marcell Jansen       | M     | 04.11.1985        | Borussia Mönchengladbach |
| 12 | Philipp Tschauner    | G     | 03.11.1985        | 1.FC Nuremberg           |
| 13 | Alexander Huber      | M     | 25.02.1985        | Eintracht Francfort      |
| 14 | Christopher Reinhard | D     | 19.05.1985        | Eintracht Francfort      |
| 15 | Sebastian Freis      | A     | 23.04.1985        | Karlsruher SC            |
| 16 | Oliver Hampel        | M     | 02.03.1985        | Hambourg SV              |
| 17 | Daniyel Cimen        | M     | 19.01.1985        | Eintracht Francfort      |
| 18 | Paul Thomik          | D     | 25.01.1985        | FC Bayern Munich         |
| 19 | Thomas Broeker       | A     | 22.01.1985        | 1.FC Cologne             |
| 20 | Francis Banecki      | D     | 17.07.1985        | Werder Brême             |
| 21 | Erik Domaschke       | G     | 11.11.1985        | FC Sachsen Leipzig       |

## Argentine
Entraîneur: Francisco Ferraro 
| #  | Nom                 | Poste | Date de naissance | Club                          |
| -- | ------------------- | ----- | ----------------- | ----------------------------- |
| 1  | Oscar Ustari        | G     | 03.07.1986        | Independiente                 |
| 2  | Gustavo Cabral      | D     | 14.10.1985        | Racing Club                   |
| 3  | Lautaro Formica     | D     | 27.01.1986        | Newell's Old Boys             |
| 4  | Julio Barroso       | D     | 16.01.1985        | Boca Juniors                  |
| 5  | Juan Manuel Torres  | M     | 20.06.1985        | Racing Club                   |
| 6  | Gabriel Paletta     | D     | 15.02.1986        | Banfield                      |
| 7  | Lucas Biglia        | M     | 30.01.1986        | Independiente                 |
| 8  | Pablo Zabaleta      | M     | 16.01.1985        | Espanyol Barcelone            |
| 9  | Pablo Vitti         | A     | 09.07.1985        | Banfield                      |
| 10 | Patricio Pérez      | M     | 27.06.1985        | Club Atlético Vélez Sársfield |
| 11 | Emiliano Armanteros | M     | 18.01.1986        | Banfield                      |
| 12 | Nereo Champagne     | G     | 20.01.1985        | San Lorenzo                   |
| 13 | Ezequiel Garay      | D     | 10.10.1986        | Racing Santander              |
| 14 | David Abraham       | D     | 15.07.1986        | Independiente                 |
| 15 | Rodrigo Archubi     | M     | 06.06.1985        | Lanús                         |
| 16 | Neri Cardozo        | A     | 08.08.1986        | Boca Juniors                  |
| 17 | Fernando Gago       | M     | 10.04.1986        | Boca Juniors                  |
| 18 | Lionel Messi        | A     | 24.06.1987        | FC Barcelone                  |
| 19 | Sergio Agüero       | A     | 02.06.1988        | Independiente                 |
| 20 | Gustavo Oberman     | A     | 25.03.1985        | Argentinos Juniors            |
| 21 | Nicolás Navarro     | G     | 25.03.1985        | Argentinos Juniors            |

## Australie
Entraîneur: Ange Postecoglou 
| #  | Nom                   | Poste | Date de naissance | Club                        |
| -- | --------------------- | ----- | ----------------- | --------------------------- |
| 1  | Danny Vukovic         | G     | 27.03.1985        | Central Coast Mariners      |
| 2  | Mark Milligan         | D     | 04.08.1985        | Sydney FC                   |
| 3  | Trent McClenahan      | D     | 04.02.1985        | West Ham United FC          |
| 4  | Adrian Leijer         | D     | 25.03.1986        | Melbourne Victory           |
| 5  | Jacob Timpano         | D     | 03.01.1986        | Sydney FC                   |
| 6  | Stuart Musialik       | M     | 29.03.1985        | Newcastle United Jets       |
| 7  | Vince Lia             | M     | 18.03.1985        | Melbourne Victory           |
| 8  | Blagoja Celeski       | M     | 14.07.1985        | Perth Glory                 |
| 9  | Jay Lucas             | A     | 14.01.1985        | Marconi Stallions           |
| 10 | Kristian Sarkies      | M     | 25.10.1986        | Melbourne Victory           |
| 11 | Chris Tadrosse        | M     | 10.09.1985        | Melbourne Victory           |
| 12 | Justin Pasfield       | G     | 30.05.1985        | Sydney FC                   |
| 13 | Aaron Downes          | D     | 15.05.1985        | Chesterfield FC             |
| 14 | Spase Dilevski        | M     | 13.05.1985        | Tottenham Hotspur FC        |
| 15 | Ryan Townsend         | D     | 02.09.1985        | Burnley FC                  |
| 16 | Ruben Zadkovich       | M     | 23.05.1986        | Notts County FC             |
| 17 | Nick Ward             | A     | 24.03.1985        | Perth Glory                 |
| 18 | Adam Federici         | G     | 31.01.1985        | Reading FC                  |
| 19 | David Williams        | A     | 26.02.1988        | Queensland Academy of Sport |
| 20 | James Wesolowski      | M     | 25.08.1987        | Leicester City FC           |
| 21 | Nikolai Topor-Stanley | D     | 11.03.1985        | Belconnen Blue Devils       |

## Bénin
Entraîneur: Serge Devèze 
| #  | Nom                 | Poste | Date de naissance | Club                 |
| -- | ------------------- | ----- | ----------------- | -------------------- |
| 1  | Djibril Awalou      | G     | 23.12.1987        | Cheminots            |
| 2  | Charaf Chitou       | D     | 21.09.1987        | UNB                  |
| 3  | Oscar Olou          | M     | 16.11.1987        | Mogas 90 FC          |
| 4  | Gaulle de Hountonto | D     | 20.11.1985        | Soleil FC            |
| 5  | Traore Moussa       | D     | 31.05.1986        | Buffles du Borgou FC |
| 6  | Florent Raimy       | D     | 07.02.1986        | Sedan                |
| 7  | Romuald Boco        | M     | 08.07.1985        | Chamois niortais     |
| 8  | Mathieu Adeniyi     | M     | 26.04.1987        | Stade rennais FC     |
| 9  | Thierry Honvo       | M     | 03.01.1987        | Clermont Foot        |
| 10 | Marvin Aissi        | M     | 26.03.1985        | ESTAC Troyes         |
| 11 | Abou Maïga          | A     | 20.09.1985        | Créteil              |
| 12 | Coffi Agebssi       | A     | 05.12.1985        | Olympic Zawiya       |
| 13 | Youssouf Nassirou   | A     | 14.11.1986        | Soleil FC            |
| 14 | Bachirou Osseni     | A     | 15.09.1985        | Soleil FC            |
| 15 | Razak Omotoyossi    | A     | 08.10.1985        | JSA                  |
| 16 | Yoann Djidonou      | G     | 17.05.1986        | Paris FC             |
| 17 | Medard Zanou        | M     | 06.06.1987        | JSC                  |
| 18 | Seydath Tchomogo    | D     | 13.08.1985        | Lions                |
| 19 | Jocelyn Ahoueya     | M     | 19.12.1985        | FC Sion              |
| 20 | Benoît Tardieu      | G     | 21.01.1986        | AJ Auxerre           |
| 21 | Michael Ainon       | D     | 09.03.1985        | Watford FC           |

## Brésil
Entraîneur: Renê Weber 
| #  | Nom             | Poste | Date de naissance | Club                |
| -- | --------------- | ----- | ----------------- | ------------------- |
| 1  | Renan           | G     | 24.01.1985        | Internacional       |
| 2  | Rafinha         | D     | 07.09.1985        | Coritiba            |
| 3  | Leonardo        | D     | 19.03.1986        | Santos              |
| 4  | Gladstone       | D     | 29.01.1985        | Cruzeiro            |
| 5  | Roberto         | M     | 18.01.1985        | Guarani             |
| 6  | Fábio Santos    | D     | 16.09.1985        | São Paulo           |
| 7  | Diego Souza     | M     | 17.06.1985        | Fluminense          |
| 8  | Renato          | M     | 28.04.1985        | Atlético Mineiro    |
| 9  | Bobo            | A     | 09.01.1985        | Corinthians         |
| 10 | Evandro         | M     | 28.03.1986        | Atlético Paranaense |
| 11 | Rafael Sóbis    | A     | 17.06.1985        | Internacional       |
| 12 | Bruno           | G     | 01.05.1986        | São Paulo           |
| 13 | João Leonardo   | D     | 25.06.1985        | Guarani             |
| 14 | Edcarlos        | D     | 10.05.1985        | São Paulo           |
| 15 | Filipe          | D     | 09.08.1985        | Ajax Amsterdam      |
| 16 | Arouca          | M     | 11.08.1986        | Fluminense          |
| 17 | Fellype Gabriel | M     | 06.12.1985        | Flamengo            |
| 18 | Ernane          | M     | 02.05.1985        | Bahia               |
| 19 | Thiago Quirino  | A     | 04.01.1985        | Atlético Mineiro    |
| 20 | Diego Tardelli  | A     | 10.05.1985        | São Paulo           |
| 21 | Diego Alves     | G     | 24.06.1985        | Atlético Mineiro    |

## Canada
Entraîneur: Dale Mitchell 
| #  | Nom                         | Poste | Date de naissance | Club                       |
| -- | --------------------------- | ----- | ----------------- | -------------------------- |
| 1  | Josh Wagenaar               | G     | 26.02.1985        | Hartwick College           |
| 2  | Graham Ramalho              | D     | 12.01.1986        | FC Groningen               |
| 3  | Nikolas Ledgerwood          | D     | 16.01.1985        | TSV Munich 1860            |
| 4  | André Hainault              | D     | 17.06.1986        | Impact de Montréal         |
| 5  | Brad Peetoom                | D     | 02.03.1986        | Syracuse University Orange |
| 6  | Carlo Schiavoni             | M     | 19.08.1985        | Alabama Crimson Tide       |
| 7  | Jaime Peters                | M     | 04.05.1987        | Ipswich Town FC            |
| 8  | Tyler Rosenlund             | M     | 13.09.1986        | UC Santa Barbara           |
| 9  | Ryan Gyaki                  | M     | 06.12.1985        | Sheffield United FC        |
| 10 | Will Johnson                | A     | 21.01.1987        | Chicago Fire               |
| 11 | Marcel De Jong              | M     | 15.10.1986        | Helmond Sport              |
| 12 | Riley O'Neill               | A     | 31.12.1988        | Kentucky Wildcats          |
| 13 | Jonathan Beaulieu-Bourgault | M     | 27.09.1988        | Lakers du Lac Saint-Louis  |
| 14 | David Edgar                 | D     | 19.05.1987        | Newcastle United FC        |
| 15 | Vince Stewart               | D     | 21.01.1986        | Université Simon-Fraser    |
| 16 | Franco Lalli                | A     | 11.03.1985        | US Lucera Calcio           |
| 17 | Andrea Lombardo             | A     | 23.05.1987        | Atalanta Bergame           |
| 18 | Tomasz Charowski            | M     | 15.10.1985        | Duke Blue Devils           |
| 19 | Asmir Begović               | G     | 10.06.1987        | Portsmouth FC              |
| 20 | Roberto Giacomi             | G     | 01.08.1986        | Rangers FC                 |
| 21 | Simon Kassaye               | D     | 19.05.1985        | Sans club                  |

## Chili
Entraîneur: José Sulantay 
| #  | Nom                    | Poste | Date de naissance | Club                                |
| -- | ---------------------- | ----- | ----------------- | ----------------------------------- |
| 1  | Carlos Espinoza        | G     | 23.02.1985        | Club de Deportes Puerto Montt       |
| 2  | Edzon Riquelme         | D     | 29.08.1985        | Deportes Concepción                 |
| 3  | Sebastián Páez         | M     | 13.08.1986        | Club de Deportes La Serena          |
| 4  | Sebastián Montesinos   | D     | 12.03.1986        | Colo Colo                           |
| 5  | Hugo Bascuñán          | D     | 11.01.1985        | Unión Atlético Maracaibo            |
| 6  | Marcelo Díaz           | M     | 30.12.1986        | Universidad de Chile                |
| 7  | Fernando Meneses       | M     | 27.09.1985        | Colo Colo                           |
| 8  | Iván Vásquez           | M     | 13.08.1985        | Club Deportivo Universidad Católica |
| 9  | Nicolas Canales        | A     | 27.06.1985        | Universidad de Chile                |
| 10 | Pedro Morales          | M     | 25.05.1985        | Club Deportivo Huachipato           |
| 11 | Eduardo Tudela         | A     | 03.03.1986        | Cobreloa                            |
| 12 | Carlos Arias           | G     | 04.09.1986        | Club Deportivo Universidad Católica |
| 13 | Felipe Muñoz           | D     | 04.04.1985        | Colo Colo                           |
| 14 | Matías Fernández       | M     | 15.05.1986        | Colo Colo                           |
| 15 | Carlos Carmona         | M     | 21.02.1987        | Coquimbo Unido                      |
| 16 | Francisco Sánchez (en) | D     | 06.02.1985        | Everton (CHI)                       |
| 17 | Villanueva             | A     | 05.02.1986        | Audax Club Sportivo Italiano        |
| 18 | Gonzalo Jara           | D     | 29.08.1985        | Club Deportivo Huachipato           |
| 19 | José Fuenzalida        | M     | 22.02.1985        | Club Deportivo Universidad Católica |
| 20 | Ricardo Parada         | A     | 02.01.1985        | Universidad de Concepcion           |
| 21 | Jose Rosales           | G     | 20.09.1985        | Club Deportivo O'Higgins            |

## Chine
Entraîneur: Eckhard Krautzun 
| #  | Nom            | Poste | Date de naissance | Club                |
| -- | -------------- | ----- | ----------------- | ------------------- |
| 1  | Zhang Lei      | G     | 06.04.1985        | Dongguan Nancheng   |
| 2  | Zhao Ming      | D     | 03.10.1987        | Jilin Yanbian       |
| 3  | Liu Yu         | D     | 12.05.1985        | Sichuan Guancheng   |
| 4  | Zheng Tao      | D     | 20.08.1985        | Shanghai Guoji      |
| 5  | Feng Xiaoting  | D     | 22.10.1985        | Dalian Shide        |
| 6  | Wang Hongliang | M     | 14.01.1985        | Shanghai Shenhua    |
| 7  | Zhao Xuri      | M     | 03.12.1985        | Dalian Shide        |
| 8  | Zhou Haibin    | M     | 19.07.1985        | Shandong Luneng     |
| 9  | Dong Fangzhuo  | A     | 23.01.1985        | Manchester United   |
| 10 | Chen Tao       | M     | 11.03.1985        | Shenyang Ginde      |
| 11 | Zhu Ting       | A     | 15.07.1985        | Dalian Shide        |
| 12 | Yu Ziqian      | G     | 03.06.1985        | Dalian Shide        |
| 13 | Lu Lin         | M     | 03.02.1985        | Guangzhou Rizhiquan |
| 14 | Mao Biao       | A     | 24.07.1987        | Tianjin TEDA        |
| 15 | Yuan Weiwei    | D     | 25.11.1985        | Shandong Luneng     |
| 16 | Yang Chen      | G     | 11.10.1985        | Shandong Luneng     |
| 17 | Tan Wangsong   | D     | 19.12.1985        | Sichuan Guancheng   |
| 18 | Gao Lin        | A     | 14.02.1986        | Shanghai Shenhua    |
| 19 | Zou You        | A     | 22.09.1985        | Dalian Shide        |
| 20 | Cui Peng       | M     | 31.05.1987        | Shandong Luneng     |
| 21 | Hao Junmin     | M     | 24.03.1987        | Tianjin TEDA        |

## Colombie
Entraîneur: Eduardo Lara 
| #  | Nom                 | Poste | Date de naissance | Club                 |
| -- | ------------------- | ----- | ----------------- | -------------------- |
| 1  | Libis Arenas        | G     | 12.05.1987        | Envigado Fútbol Club |
| 2  | Carlos Valdez       | D     | 22.05.1985        | Real Cartagena       |
| 3  | Cristián Zapata     | D     | 30.09.1986        | Deportivo Cali       |
| 4  | Jimmy Estacio       | D     | 08.01.1986        | Deportivo Cali       |
| 5  | Juan Zuniga         | D     | 14.12.1985        | Atlético Nacional    |
| 6  | Harrison Morales    | M     | 20.06.1986        | Deportes Quindío     |
| 7  | Hugo Rodallega      | A     | 25.07.1985        | Deportes Quindío     |
| 8  | Juan Carlos Toja    | M     | 24.05.1985        | River Plate          |
| 9  | Radamel Falcao      | A     | 10.02.1986        | River Plate          |
| 10 | Sebastián Hernández | M     | 02.10.1986        | Deportes Quindío     |
| 11 | Harrison Otálvaro   | M     | 28.02.1986        | Deportivo Cali       |
| 12 | Carlos Abella       | G     | 25.01.1986        | Atlético Nacional    |
| 13 | Fredy Guarín        | M     | 30.06.1986        | Envigado Fútbol Club |
| 14 | Abel Aguilar        | M     | 06.01.1985        | Deportivo Cali       |
| 15 | Dayro Moreno        | A     | 16.09.1985        | Once Caldas          |
| 16 | Edwin Valencia      | M     | 29.03.1985        | América Cali         |
| 17 | Cristian Marrugo    | M     | 18.07.1985        | Atlético Nacional    |
| 18 | Wason Renteria      | A     | 04.07.1985        | Boyacá Chicó FC      |
| 19 | Mauricio Casierra   | D     | 08.12.1985        | Once Caldas          |
| 20 | Daniel Machacón     | M     | 05.01.1985        | Junior Barranquilla  |
| 21 | David Ospina        | G     | 31.08.1988        | Atlético Nacional    |

## Corée du Sud
Entraîneur: Park Sung-wha 
| #  | Nom             | Poste | Date de naissance | Club                    |
| -- | --------------- | ----- | ----------------- | ----------------------- |
| 1  | Cha Ki-seok     | G     | 26.12.1986        | Chunnam Dragons         |
| 2  | Park Hee-chul   | D     | 07.01.1986        | Hongik University       |
| 3  | Ahn Tae-eun     | D     | 17.09.1985        | Chosun University       |
| 4  | Lee Yo-han      | D     | 18.12.1985        | Incheon United          |
| 5  | Jung In-hwan    | D     | 15.12.1986        | Yonsei University       |
| 6  | Kim Jin-kyu     | D     | 16.02.1985        | Júbilo Iwata            |
| 7  | Baek Seung-min  | M     | 12.03.1986        | Yonsei University       |
| 8  | Baek Ji-hoon    | M     | 28.02.1985        | FC Seoul                |
| 9  | Oh Jang-eun     | M     | 24.07.1985        | Daegu FC                |
| 10 | Park Chu-young  | A     | 10.07.1985        | FC Seoul                |
| 11 | Lee Gen-ho      | M     | 11.04.1985        | Incheon United          |
| 12 | Jung Sung-ryong | G     | 04.01.1985        | Pohang Steelers         |
| 13 | Shin Hyung-min  | A     | 18.07.1986        | Hongik University       |
| 14 | Park Jong-jin   | M     | 24.06.1987        | Suwon HS                |
| 15 | Hwang Kyu-hwan  | M     | 18.06.1986        | Suwon Samsung Bluewings |
| 16 | Sim Woo-yeon    | A     | 03.04.1985        | Konkuk University       |
| 17 | Lee Seung-hyun  | A     | 25.07.1985        | Hanyang University      |
| 18 | Kim Seung-yong  | A     | 14.03.1985        | FC Seoul                |
| 19 | Shin Young-rok  | A     | 27.03.1987        | Suwon Samsung Bluewings |
| 20 | Lee Gang-jin    | D     | 24.04.1986        | Tokyo Verdy 1969        |
| 21 | Kim Dae-ho      | G     | 15.04.1986        | Soongsil University     |

## Égypte
Entraîneur: Mohamed Radwan 
| #  | Nom                | Poste | Date de naissance | Club                |
| -- | ------------------ | ----- | ----------------- | ------------------- |
| 1  | Hamada Shaaban     | G     | 01.10.1985        | Mansoura            |
| 2  | Mohamed Mahmoud    | D     | 24.03.1985        | Al Ahly SC          |
| 3  | Abdelaziz Tawfik   | M     | 24.05.1986        | Mansoura            |
| 4  | Hossam Ashour      | M     | 09.03.1986        | Al Ahly SC          |
| 5  | Walid Kandel       | D     | 24.03.1985        | Zamalek SC          |
| 6  | Abdulilah Galal    | D     | 20.01.1986        | Al Ahly SC          |
| 7  | Ahmed Farag        | A     | 20.05.1986        | FC Sochaux          |
| 8  | Ahmed Abdel Zaher  | A     | 15.01.1985        | ENPPI Club          |
| 9  | Hossam Ossama      | A     | 30.08.1985        | Zamalek SC          |
| 10 | Mahmoud Abdelrazek | A     | 05.03.1986        | PAOK Salonique      |
| 11 | Abdallah Said      | A     | 13.07.1985        | Ismaily SC          |
| 12 | Abdallah Shahat    | M     | 10.05.1985        | Ismaily SC          |
| 13 | Ahmed Abd Elhakam  | D     | 18.03.1985        | Mansoura            |
| 14 | Ahmed Magdy        | D     | 24.05.1986        | Al Ahly SC          |
| 15 | Islam Siam         | D     | 13.02.1985        | Arab Contractors SC |
| 16 | Amir Tawfik        | G     | 02.10.1985        | Al Ahly SC          |
| 17 | Amr El Halawani    | M     | 15.03.1985        | Al Ahly SC          |
| 18 | Ahmed Ghanem       | M     | 08.04.1986        | Zamalek SC          |
| 19 | Ahmed Khalifa      | M     | 23.03.1985        | Ismaily SC          |
| 20 | Ahmed Gamil        | D     | 12.04.1986        | Zamalek SC          |
| 21 | Ahmad Adel         | G     | 10.04.1987        | Al Ahly SC          |

## États-Unis
Entraîneur: Sigi Schmid 
| #  | Nom                | Poste | Date de naissance | Club                      |
| -- | ------------------ | ----- | ----------------- | ------------------------- |
| 1  | Quentin Westberg   | G     | 25.04.1986        | ESTAC                     |
| 2  | Marvell Wynne      | D     | 08.05.1986        | UCLA Bruins               |
| 3  | Jonathan Spector   | D     | 01.03.1986        | Manchester United         |
| 4  | Nathan Sturgis     | D     | 06.07.1987        | Clemson Tigers            |
| 5  | Patrick Ianni      | D     | 15.06.1985        | UCLA Bruins               |
| 6  | Greg Dalby         | D     | 03.11.1985        | Notre Dame Fighting Irish |
| 7  | Sacha Kljestan     | M     | 09.09.1985        | Seton Hall Pirates        |
| 8  | Benny Feilhaber    | M     | 19.01.1985        | UCLA Bruins               |
| 9  | Chad Barrett       | A     | 30.04.1985        | Chicago Fire              |
| 10 | Eddie Gaven        | M     | 25.10.1986        | MetroStars                |
| 11 | Freddy Adu         | A     | 02.06.1989        | DC United                 |
| 12 | Will John          | M     | 13.06.1985        | Chicago Fire              |
| 13 | Jacob Peterson     | A     | 27.01.1986        | Indiana Hoosiers          |
| 14 | Lee Nguyen         | M     | 07.10.1986        | Dallas Texans             |
| 15 | Hunter Freeman     | D     | 08.01.1985        | Colorado Rapids           |
| 16 | Michael Harrington | M     | 24.01.1986        | North Carolina Tar Heels  |
| 17 | Andrew Kartunen    | G     | 07.02.1985        | Stanford Cardinal         |
| 18 | Samuel Ochoa       | A     | 04.09.1986        | UAG Tecos                 |
| 19 | Danny Szetela      | M     | 17.06.1987        | Columbus Crew             |
| 20 | Brad Evans         | M     | 20.04.1985        | UC Irvine Anteaters       |
| 21 | Justin Hughes      | G     | 23.04.1985        | North Carolina Tar Heels  |

## Espagne
Entraîneur: Iñaki Sáez 
| #  | Nom                | Poste | Date de naissance | Club               |
| -- | ------------------ | ----- | ----------------- | ------------------ |
| 1  | Biel Ribas         | G     | 02.12.1985        | Espanyol Barcelone |
| 2  | Francisco Molinero | D     | 26.07.1985        | Atlético de Madrid |
| 3  | Javier Garrido     | D     | 15.03.1985        | Real Sociedad      |
| 4  | Alexis Ruano       | D     | 04.08.1985        | Málaga CF          |
| 5  | Miquel Robusté     | D     | 20.05.1985        | Espanyol Barcelone |
| 6  | Raúl Albiol        | M     | 04.09.1985        | Getafe CF          |
| 7  | Juanfran           | M     | 09.01.1985        | Real Madrid        |
| 8  | Alberto Zapater    | M     | 13.06.1985        | Real Saragosse     |
| 9  | Fernando Llorente  | A     | 26.02.1985        | Athletic Bilbao    |
| 10 | Jonathan Soriano   | M     | 24.09.1985        | Espanyol Barcelone |
| 11 | Jaime Gavilán      | M     | 12.05.1985        | CD Tenerife        |
| 12 | José Enrique       | D     | 23.01.1986        | Levante UD         |
| 13 | Manu               | G     | 09.05.1986        | Sporting Gijon     |
| 14 | Agus               | D     | 03.05.1985        | Albacete Balompie  |
| 15 | Javier Chica       | D     | 17.05.1985        | Espanyol Barcelone |
| 16 | David Silva        | M     | 08.01.1986        | SD Eibar           |
| 17 | Cesc Fàbregas      | M     | 04.05.1987        | Arsenal FC         |
| 18 | Víctor Casadesús   | A     | 28.02.1985        | RCD Majorque       |
| 19 | Braulio Nóbrega    | A     | 18.09.1985        | Atlético de Madrid |
| 20 | Markel Bergara     | M     | 05.05.1986        | Real Sociedad      |
| 21 | Roberto Jiménez    | G     | 10.02.1986        | Atlético de Madrid |

## Honduras
Entraîneur: Ruben Guifarro 
| #  | Nom              | Poste | Date de naissance | Club                         |
| -- | ---------------- | ----- | ----------------- | ---------------------------- |
| 1  | Angel Guerra     | G     | 01.04.1986        | Club Deportivo Olimpia       |
| 2  | Roy Bodden       | D     | 03.02.1986        | Club Deportivo Estrella      |
| 3  | Nery Turcios     | D     | 30.04.1985        | FC Groningen                 |
| 4  | Aron Bardales    | D     | 03.12.1985        | Club Deportivo Olimpia       |
| 5  | Erick Norales    | D     | 11.02.1985        | Club Deportivo y Social Vida |
| 6  | Rene Moncada     | D     | 01.06.1985        | Club Deportivo Olimpia       |
| 7  | Luis Ramos       | D     | 11.04.1985        | Club Deportivo Marathón      |
| 8  | Jorge Claros     | M     | 08.01.1986        | Club Deportivo y Social Vida |
| 9  | Walter Rice      | A     | 22.12.1987        | Real CD España               |
| 10 | Ramón Núñez      | A     | 14.11.1985        | FC Dallas                    |
| 11 | José Guity       | A     | 19.05.1985        | Club Deportivo Marathón      |
| 12 | Orlando Rivera   | G     | 10.03.1985        | Club Deportivo Marathón      |
| 13 | Fernando Cruz    | D     | 08.08.1988        | Club Deportivo Platense      |
| 14 | Jose Cruz        | A     | 03.01.1985        | Real CD España               |
| 15 | Maynor Martinez  | D     | 08.04.1985        | Real CD España               |
| 16 | Nataury Lara     | M     | 19.08.1985        | Club Deportivo La Mesa       |
| 17 | Emilio Izaguirre | M     | 10.05.1986        | Club Deportivo Motagua       |
| 18 | Angel Nolasco    | A     | 02.11.1986        | Club Deportivo Platense      |
| 19 | Marvin Sánchez   | M     | 02.11.1986        | Club Deportivo Platense      |
| 20 | Julian Rapalo    | M     | 09.08.1986        | CD Villanueva                |
| 21 | Fernando Pineda  | G     | 15.02.1985        | CD Villanueva                |

## Italie
Entraîneur: Paolo Berrettini 
| #  | Nom                 | Poste | Date de naissance | Club                     |
| -- | ------------------- | ----- | ----------------- | ------------------------ |
| 1  | Emiliano Viviano    | G     | 01.12.1985        | AC Cesena                |
| 2  | Lino Marzoratti     | D     | 12.10.1986        | AC Milan                 |
| 3  | Andrea D'Agostino   | D     | 04.07.1985        | US Foggia                |
| 4  | Antonio Nocerino    | M     | 09.04.1985        | US Catanzaro             |
| 5  | Andrea Coda         | D     | 25.04.1985        | Empoli FC                |
| 6  | Michele Canini      | D     | 05.06.1985        | SS Sambenedettese Calcio |
| 7  | Marino Defendi      | M     | 19.08.1985        | Atalanta Bergame         |
| 8  | Lorenzo Carotti     | M     | 31.01.1985        | Côme Calcio 1907         |
| 9  | Graziano Pellè      | A     | 15.07.1985        | Calcio Catania           |
| 10 | Michele Troiano     | M     | 07.01.1985        | Modene FC                |
| 11 | Daniele Galloppa    | M     | 15.05.1985        | US Triestina             |
| 12 | Fabio Virgili       | G     | 26.04.1986        | Parme FC                 |
| 13 | Francesco Battaglia | D     | 26.04.1985        | Torino FC                |
| 14 | Palmiro Di Dio      | D     | 06.07.1985        | Ternana Calcio           |
| 15 | Antonio Aquilanti   | D     | 08.11.1985        | ACF Fiorentina           |
| 16 | Simone Bentivoglio  | M     | 29.05.1985        | Juventus de Turin        |
| 17 | Raffaele De Martino | M     | 08.04.1986        | AC Bellinzone            |
| 18 | Cristian Agnelli    | M     | 23.09.1985        | US Catanzaro             |
| 19 | Francesco Nieto     | A     | 17.06.1985        | Piacenza Calcio          |
| 20 | Giuseppe Cozzolino  | A     | 12.08.1985        | US Lecce                 |
| 21 | Daniele Padelli     | G     | 25.10.1985        | UC Sampdoria             |

## Japon
Entraîneur: Kiyoshi Ohkuma 
| #  | Nom                 | Poste | Date de naissance | Club                      |
| -- | ------------------- | ----- | ----------------- | ------------------------- |
| 1  | Kenya Matsui        | G     | 10.09.1985        | Júbilo Iwata              |
| 2  | Hiroki Mizumoto     | D     | 12.09.1985        | JEF United Ichihara Chiba |
| 3  | Mitsuyuki Yoshihiro | D     | 04.05.1985        | Sanfrecce Hiroshima       |
| 4  | Yuzo Kobayashi      | D     | 15.11.1985        | Kashiwa Reysol            |
| 5  | Tatsuya Masushima   | D     | 22.04.1985        | F.C. Tokyo                |
| 6  | Masahiko Inoha      | M     | 28.08.1985        | Hannan University         |
| 7  | Yohei Kajiyama      | M     | 24.09.1985        | F.C. Tokyo                |
| 8  | Hokuto Nakamura     | M     | 10.07.1985        | Avispa Fukuoka            |
| 9  | Sota Hirayama       | A     | 06.06.1985        | Tsukuba University        |
| 10 | Shingo Hyodo        | M     | 29.07.1985        | Université Waseda         |
| 11 | Robert Cullen       | A     | 07.06.1985        | Júbilo Iwata              |
| 12 | Koki Mizuno         | D     | 06.09.1985        | JEF United Ichihara Chiba |
| 13 | Takuya Kokeguchi    | M     | 13.07.1985        | Cerezo Osaka              |
| 14 | Keisuke Honda       | A     | 13.06.1986        | Nagoya Grampus Eight      |
| 15 | Keisuke Funatani    | M     | 01.07.1986        | Júbilo Iwata              |
| 16 | Tomokazu Nagira     | D     | 17.10.1985        | Avispa Fukuoka            |
| 17 | Akihiro Ienaga      | D     | 13.06.1986        | Gamba Osaka               |
| 18 | Kaito Yamamoto      | G     | 10.07.1985        | Shimizu S-Pulse           |
| 19 | Shunsuke Maeda      | A     | 09.06.1986        | Sanfrecce Hiroshima       |
| 20 | Takayuki Morimoto   | A     | 07.05.1988        | Calcio Catania            |
| 21 | Shusaku Nishikawa   | G     | 18.06.1986        | Oita Trinita              |

## Maroc
Entraîneur: Jamal Fathi 
| #  | Nom                   | Poste | Date de naissance | Club                |
| -- | --------------------- | ----- | ----------------- | ------------------- |
| 1  | Mohammed Bourkadi     | G     | 22.02.1985        | MAS de Fès          |
| 2  | Hicham El Amrani      | D     | 25.11.1985        | Rachad Bernoussi    |
| 3  | Chakib Benzoukane     | M     | 07.08.1986        | Kawkab Marrakech    |
| 4  | Ahmed Kantari         | D     | 28.06.1985        | Paris Saint-Germain |
| 5  | Youssef Rabeh         | D     | 13.04.1985        | FUS Rabat           |
| 6  | Abderrahmane Mssassi  | D     | 24.03.1985        | MAS de Fès          |
| 7  | Adil Hermach          | M     | 27.06.1986        | RC Lens             |
| 8  | Sofian Benzouien      | D     | 11.08.1986        | KVV Heusden-Zolder  |
| 9  | Mouhssine Iajour      | A     | 14.06.1985        | Raja Casablanca     |
| 10 | Nabil El Zhar         | A     | 27.08.1986        | AS Saint-Étienne    |
| 11 | Tarik Bendamou        | A     | 14.01.1985        | Raja Casablanca     |
| 12 | Yahia Iraqui          | G     | 29.02.1988        | Wydad de Casablanca |
| 13 | Salaheddine Sbai      | D     | 21.08.1985        | KSK Ronse           |
| 14 | Rachid Tiberkanine    | M     | 28.03.1985        | Ajax Amsterdam      |
| 15 | Redallah Doulyazal    | M     | 03.09.1985        | Wydad de Casablanca |
| 16 | Karim El Ahmadi       | M     | 27.01.1985        | FC Twente           |
| 17 | Yassine Zouchou       | M     | 26.07.1985        | Wydad de Casablanca |
| 18 | Said Fatah            | D     | 15.01.1986        | Raja Casablanca     |
| 19 | Abdessalam Benjelloun | A     | 28.01.1985        | MAS de Fès          |
| 20 | Adil Chihi            | A     | 21.02.1988        | 1.FC Cologne        |
| 21 | Mourad Atta           | G     | 01.01.1985        | Wydad de Casablanca |

## Nigeria
Entraîneur: Samson Siasia 
| #  | Nom               | Poste | Date de naissance | Club                   |
| -- | ----------------- | ----- | ----------------- | ---------------------- |
| 1  | Ambruse Vanzekin  | G     | 14.07.1986        | Bendel Insurance FC    |
| 2  | Kennedy Chinwo    | D     | 29.12.1985        | Dolphin Football Club  |
| 3  | Taye Taiwo        | D     | 16.04.1985        | Olympique de Marseille |
| 4  | Onyekachi Apam    | D     | 30.12.1986        | Enugu Rangers          |
| 5  | Monday James      | D     | 19.10.1986        | Bendel Insurance FC    |
| 6  | Yinka Adedeji     | M     | 24.03.1985        | IFK Sundsvall          |
| 7  | Chinedu Ogbuke    | M     | 01.06.1986        | FC Lyn Oslo            |
| 8  | Daddy Bazuaye     | M     | 11.12.1988        | Bendel Insurance FC    |
| 9  | John Obi Mikel    | M     | 22.04.1987        | FC Lyn Oslo            |
| 10 | Isaac Promise     | A     | 02.12.1987        | Grays International    |
| 11 | Solomon Okoronkwo | A     | 02.03.1987        | Hertha BSC Berlin      |
| 12 | Daniel Akpeyi     | G     | 03.08.1986        | Gabros International   |
| 13 | Olubayo Adefemi   | D     | 13.08.1985        | Hapoël Jérusalem       |
| 14 | David Abwo        | A     | 10.05.1986        | Enyimba FC             |
| 15 | Soga Sambo        | M     | 05.10.1985        | Shooting Stars FC      |
| 16 | Gift Atulewa      | A     | 01.04.1986        | Bayelsa United FC      |
| 17 | Dele Adeleye      | D     | 25.12.1988        | Shooting Stars FC      |
| 18 | Kola Anubi        | M     | 24.03.1987        | Bendel Insurance FC    |
| 19 | Sani Kaita        | M     | 02.05.1986        | Kano Pillars FC        |
| 20 | John Owoeri       | A     | 13.01.1987        | Bendel Insurance FC    |
| 21 | Kola Ige          | G     | 28.12.1985        | Shooting Stars FC      |

## Panama
Entraîneur: Victor Mendieta 
| #  | Nom              | Poste | Date de naissance | Club                 |
| -- | ---------------- | ----- | ----------------- | -------------------- |
| 1  | Jose Calderon    | G     | 14.08.1985        | San Francisco FC     |
| 2  | Tomas Dunn       | D     | 14.08.1985        | Chepo FC             |
| 3  | Armando Gun      | D     | 17.01.1986        | Municipal Chorrillo  |
| 4  | Román Torres     | D     | 20.03.1986        | Chepo FC             |
| 5  | Jose Venegas     | D     | 20.02.1985        | Club Atlético Atenas |
| 6  | Celso Polo       | M     | 19.03.1987        | Chepo FC             |
| 7  | Reggie Arosemena | A     | 09.09.1986        | Tauro FC             |
| 8  | Cristian Vega    | A     | 02.04.1985        | Deportes Tolima      |
| 9  | Edwin Aguilar    | A     | 07.08.1985        | Tauro FC             |
| 10 | Miguel Castillo  | M     | 08.11.1986        | Club Atlético Atenas |
| 11 | David Arrue      | A     | 11.04.1985        | Deportivo Italia     |
| 12 | Erick Hughes     | G     | 11.09.1986        | Tauro FC             |
| 13 | Raul Loo         | M     | 25.06.1986        | Arabe Unido          |
| 14 | Eduardo Ponce    | M     | 29.11.1985        | Chepo FC             |
| 15 | Hanamell Hill    | M     | 12.03.1986        | San Francisco FC     |
| 16 | Luis Gallardo    | M     | 27.06.1986        | Columbus Crew        |
| 17 | Alvaro Salazar   | A     | 22.11.1985        | Arabe Unido          |
| 18 | Ricardo Buitrago | M     | 10.03.1986        | Plaza Amador         |
| 19 | Eduardo Jimenez  | A     | 02.04.1986        | San Francisco FC     |
| 20 | Mario Duarte     | A     | 24.08.1985        | Atletico Chiriqui    |
| 21 | Ivan Rodriguez   | G     | 18.06.1988        | Sans club            |

## Pays-Bas
Entraîneur: Foppe de Haan 
| #  | Nom                   | Poste | Date de naissance | Club                |
| -- | --------------------- | ----- | ----------------- | ------------------- |
| 1  | Kenneth Vermeer       | G     | 10.01.1986        | Ajax Amsterdam      |
| 2  | Dwight Tiendalli      | D     | 21.10.1985        | FC Utrecht          |
| 3  | Ron Vlaar             | D     | 16.02.1985        | Feyenoord Rotterdam |
| 4  | Frank van der Struijk | D     | 28.03.1985        | Willem II Tilburg   |
| 5  | Jeroen Drost          | D     | 21.01.1987        | SC Heerenveen       |
| 6  | Hedwiges Maduro       | D     | 13.02.1985        | Ajax Amsterdam      |
| 7  | Quincy Owusu-Abeyie   | A     | 15.04.1986        | Arsenal FC          |
| 8  | Rick Kruys            | M     | 09.05.1985        | FC Utrecht          |
| 9  | Collins John          | A     | 17.10.1985        | Fulham FC           |
| 10 | Ibrahim Afellay       | M     | 02.04.1986        | PSV Eindhoven       |
| 11 | Ryan Babel            | A     | 19.12.1986        | Ajax Amsterdam      |
| 12 | Gianni Zuiverloon     | D     | 30.12.1986        | RKC Waalwijk        |
| 13 | Mark Otten            | D     | 02.09.1985        | Excelsior Rotterdam |
| 14 | Haris Medunjanin      | M     | 08.03.1985        | AZ Alkmaar          |
| 15 | Urby Emanuelson       | M     | 16.03.1986        | Ajax Amsterdam      |
| 16 | Theo Brack            | G     | 10.02.1985        | FC Zwolle           |
| 17 | Kemy Agustien         | M     | 20.08.1986        | Willem II Tilburg   |
| 18 | Tim Vincken           | A     | 19.09.1986        | Feyenoord Rotterdam |
| 19 | Prince Rajcomar       | A     | 25.04.1985        | FC Den Bosch        |
| 20 | Arjan Wisse           | A     | 10.06.1985        | Stormvogels Telstar |
| 21 | Job Bulters           | G     | 20.03.1986        | AZ Alkmaar          |

## Suisse
Entraîneur: Pierre-André Schürmann 
| #  | Nom                 | Poste | Date de naissance | Club                    |
| -- | ------------------- | ----- | ----------------- | ----------------------- |
| 1  | Swen König          | G     | 03.09.1985        | FC Aarau                |
| 2  | Ferhat Çökmüş       | D     | 14.02.1985        | BSC Young Boys          |
| 3  | Arnaud Bühler       | D     | 17.01.1985        | FC Aarau                |
| 4  | Johan Djourou       | M     | 18.01.1987        | Arsenal FC              |
| 5  | Philippe Senderos   | D     | 14.02.1985        | Arsenal FC              |
| 6  | Veroljub Salatić    | D     | 14.11.1985        | Grasshopper-Club Zürich |
| 7  | Tranquillo Barnetta | M     | 22.05.1985        | Hanovre 96              |
| 8  | Goran Antić         | A     | 04.07.1985        | FC Wil                  |
| 9  | Johan Vonlanthen    | A     | 01.02.1986        | Brescia Calcio          |
| 10 | Fabrizio Zambrella  | M     | 01.03.1986        | Brescia Calcio          |
| 11 | Reto Ziegler        | M     | 16.01.1986        | Tottenham Hotspur FC    |
| 12 | Daniel Lopar        | G     | 19.04.1985        | FC Wil                  |
| 13 | Henri Siqueira      | D     | 15.01.1985        | Neuchâtel Xamax FC      |
| 14 | Sandro Burki        | M     | 16.09.1985        | FC Wil                  |
| 15 | Marco Schneuwly     | A     | 27.03.1985        | BSC Young Boys          |
| 16 | Pirmin Schwegler    | M     | 09.03.1987        | FC Lucerne              |
| 17 | Florian Stahel      | D     | 10.03.1985        | FC Zürich               |
| 18 | Christian Schlauri  | M     | 30.03.1985        | FC Bâle                 |
| 19 | Guilherme Afonso    | A     | 15.11.1985        | FC Twente               |
| 20 | Blerim Džemaili     | M     | 12.04.1986        | FC Zürich               |
| 21 | David Gonzalez      | G     | 09.11.1986        | Servette FC             |

## Syrie
Entraîneur: Milosav Radenovic 
| #  | Nom                 | Poste | Date de naissance | Club                  |
| -- | ------------------- | ----- | ----------------- | --------------------- |
| 1  | Adnan Al Hafez      | G     | 23.04.1986        | Al Karama Homs        |
| 2  | Mohammad Al Damen   | M     | 25.01.1986        | Al Ittihad Alep       |
| 3  | Safir Alatasi       | M     | 11.04.1985        | Al Karama Homs        |
| 4  | Abdul Khalaf        | D     | 01.01.1986        | Al Karama Homs        |
| 5  | Hamze Al Aitoni     | D     | 16.01.1986        | Al Majd Damas         |
| 6  | Hassan Al Mostafa   | D     | 01.01.1986        | Al Horriya Alep       |
| 7  | Meaataz Kailouni    | M     | 10.03.1985        | Teshrin Lattaquié     |
| 8  | Abd Alhousain       | M     | 15.09.1986        | Al Horriya Alep       |
| 9  | Mahmoud Ossi        | M     | 25.03.1987        | Al Horriya Alep       |
| 10 | Mohammad Al Hamwi   | A     | 01.01.1986        | Al Karama Homs        |
| 11 | Jalal Al Abdi       | A     | 01.01.1986        | Al Taliya Hama        |
| 12 | Zakariya Al Kaddour | D     | 01.01.1986        | Al Ittihad Alep       |
| 13 | Aatef Jenyat        | M     | 08.05.1986        | Al Karama Homs        |
| 14 | Majed Al Haj        | A     | 06.04.1985        | Al Jaish Damas        |
| 15 | Samer Nahlous       | M     | 05.04.1985        | Teshrin Lattaquié     |
| 16 | Ali Al Holami       | G     | 05.01.1986        | Al Futuwa Deir ez-Zor |
| 17 | Abd Dakka           | D     | 10.01.1985        | Teshrin Lattaquié     |
| 18 | Bwrhan Sahiwni      | M     | 07.04.1986        | Umayya Idlib          |
| 19 | Ahmad Dily Hassan   | A     | 20.07.1985        | Barada                |
| 20 | Salah Shahrour      | D     | 02.01.1988        | Al Ittihad Alep       |
| 21 | Moustafa Shakosh    | G     | 01.01.1986        | Teshrin Lattaquié     |

## Turquie
Entraîneur: Senol Ustaomer 
| #  | Nom               | Poste | Date de naissance | Club                 |
| -- | ----------------- | ----- | ----------------- | -------------------- |
| 1  | Serkan Kırıntılı  | G     | 15.02.1985        | Ankaragücü           |
| 2  | Uğur Uçar         | D     | 05.04.1987        | Galatasaray SK       |
| 3  | Ergün Teber       | D     | 01.09.1985        | Kayserispor          |
| 4  | Yasin Çakmak      | D     | 06.01.1985        | Rizespor             |
| 5  | Aytaç Ak          | D     | 22.04.1985        | Sakaryaspor          |
| 6  | Zafer Şakar       | M     | 25.09.1985        | Antalyaspor          |
| 7  | Burak Yılmaz      | M     | 15.07.1985        | Antalyaspor          |
| 8  | Sezer Öztürk      | M     | 03.11.1985        | Bayer 04 Leverkusen  |
| 9  | Kerim Zengin      | A     | 13.04.1985        | Mersin Idmanyurdu SK |
| 10 | Selçuk Inan       | M     | 10.02.1985        | Dardanelspor         |
| 11 | Olcan Adın        | A     | 30.09.1985        | Antalyaspor          |
| 12 | Şener Özcan       | G     | 03.03.1985        | Gençlerbirliği       |
| 13 | Sezer Sezgin      | D     | 03.03.1986        | Beşiktaş JK          |
| 14 | Murat Ozavci      | D     | 28.06.1985        | Dardanelspor         |
| 15 | Ozan Tahtaişleyen | D     | 18.01.1985        | Gaziantepspor        |
| 16 | Gökhan Güleç      | A     | 25.09.1985        | Gaziantepspor        |
| 17 | Ergin Keleş       | A     | 01.01.1987        | Trabzonspor          |
| 18 | Gürhan Gürsoy     | M     | 24.09.1987        | Fenerbahçe SK        |
| 19 | Hakan Aslantaş    | D     | 26.08.1985        | Gençlerbirliği       |
| 20 | Ali Ozturk        | A     | 28.07.1986        | Gençlerbirliği       |
| 21 | Bekir Kucukertas  | G     | 25.02.1986        | Bakirköyspor         |

## Ukraine
Entraîneur: Alexeï Mikhaïlitchenko 
| #  | Nom                | Poste | Date de naissance | Club                       |
| -- | ------------------ | ----- | ----------------- | -------------------------- |
| 1  | Leonid Musyn       | G     | 19.04.1985        | Dynamo Kiev                |
| 2  | Dmytro Gololobov   | D     | 01.01.1985        | FK Obolon Kiev             |
| 3  | Oleh Dopilka       | D     | 12.03.1986        | Dynamo Kiev                |
| 4  | Anatoly Kitsuta    | D     | 22.12.1985        | Dynamo Kiev                |
| 5  | Oleksandr Yatsenko | D     | 24.02.1985        | Dynamo Kiev                |
| 6  | Serhiy Rozhok      | M     | 25.04.1985        | Tavria Simferopol          |
| 7  | Andriy Proshyn     | D     | 19.02.1985        | FC Khimki                  |
| 8  | Oleksandr Aliev    | M     | 03.02.1985        | Dynamo Kiev                |
| 9  | Oleksandr Sytnik   | M     | 02.01.1985        | Dynamo Kiev                |
| 10 | Artem Milevskyi    | A     | 12.01.1985        | Dynamo Kiev                |
| 11 | Oleksandr Gladkiy  | A     | 24.08.1987        | FC Kharkov                 |
| 12 | Bohdan Shust       | G     | 04.03.1986        | Karpaty Lviv               |
| 13 | Maxym Feschuk      | A     | 25.11.1985        | Karpaty Lviv               |
| 14 | Volodymyr Arzhanov | M     | 06.04.1985        | Metalurg Zaporijjye        |
| 15 | Grygoriy Yarmash   | D     | 04.01.1985        | Dynamo Kiev                |
| 16 | Dmytro Vorobei     | A     | 10.05.1985        | Dynamo Kiev                |
| 17 | Vadym Samborskyi   | M     | 05.06.1985        | FC Kharkov                 |
| 18 | Serhiy Silyuk      | A     | 26.09.1986        | Metalurg Zaporijjye        |
| 19 | Oleg Herasimyuk    | M     | 26.09.1986        | Dynamo Kiev                |
| 20 | Andriy Derkach     | M     | 28.05.1985        | FC Borysfen Boryspil       |
| 21 | Yuriy Martishchuk  | G     | 22.04.1986        | FC Spartak Ivano-Frankivsk |